# Stronger with Each Tear
Stronger with Each Tear è il nono album in studio di Mary J. Blige, pubblicato il 18 dicembre 2009.
È stato anticipato dai singoli The One e I Am, mentre in Italia sono stati distribuiti Stronger e Each Tear con Tiziano Ferro.

## Ricezione della critica
L'album ha ricevuto ottime critiche, racimolando 75 punti su 100 da parte dei critici secondo Media Traffic.

## Premi
L'album ha vinto un NAACP Image Award nella categoria "Outstanding Album".

## Tracce

### U.S. Version
1. Tonight (Blige, Thiam, Birdsong, Harr, Jackson, Cossom) - 4:00
2. The One (feat. Drake) - 3:14 (Blige, Graham, Dean, Jerkins)
3. Said and Done (Blige, Leslie) - 3:23
4. Good Love (feat. T.I.) (Smith, Reeves, Romulus, Yip) - 4:01
5. I Feel Good (Smith, Hermansen, Eriksen) - 3:47
6. I Am (Blige, Austin, Dean, Hermansen, Eriksen) - 3:23
7. Each Tear (Blige, Chin, Chin-Quee) - 4:15
8. I Love U (Yes I Du) (Blige, Jones, Dean, Reed, Level, Williams) - 3:23
9. We Got Hood Love (feat. Trey Songz) (Blige, Cox, Dean, Austin) - 4:15
10. Kitchen (Blige, Nash) - 4:31
11. In the Morning (Blige, Birchett, Birchett) - 4:36
12. Color (Blige, Saadiq, Menzies) 5:31

U.S. Amazon Bonus Tracks
1. Stay (Dean) - 3:49
2. Gonna Make It (featuring Jazmine Sullivan) (Sullivan) - 3:36

U.S. iTunes Bonus Tracks
1. Closer (Blige, Menzies) - 4:11
2. Brand New (pre-order) (Blige, Ortiz, KCrowe, Brown III, Young, Sigler) - 3:36

### International Version
1. Whole lotta love (Page, Plant, Bonham, Paul Jones, Dixon) - 3:34
2. Tonight (Blige, Thiam, Birdsong, Harr, Jackson, Cossom) - 4:00
3. The One (feat. Drake) - 3:14 (Blige, Graham, Dean, Jerkins)
4. I can't wait (feat. Will.i.am) (Will.i.am) - 4:25
5. Good Love (feat. T.I.) (Smith, Reeves, Romulus, Yip) - 4:01
6. I Feel Good (Smith, Hermansen, Eriksen) - 3:47
7. I Am (Blige, Austin, Dean, Hermansen, Eriksen) - 3:23
8. Each Tear (feat. Jay Sean, Inghilterra) - (feat. Tiziano Ferro, Italia) - (feat. K'naan, Canada) - (feat. Rea Garvey, Germania) - (feat. Vanessa Amorosi, Australia) (Blige, Chin, Chin-Quee) - 4:15
9. I Love U (Yes I Du) (Blige, Jones, Dean, Reed, Level, Williams) - 3:23
10. City On Fire - 3:34
11. Stronger ([Hilson, Brown, Hollis, Dalton, Dean)
12. In the Morning (Blige, Birchett) - 4:36
13. Color (Blige, Saadiq, Menzies) - 5:31
14. Stairway To Heaven (feat. Travis Barker, Randy Jackson, Steve Vai and Orianthi) (Page, Plant) - 8:44
15. I Am (Dave Audé Remix) (Blige, Austin, Dean, Hermansen, Eriksen) - 6:28

## Classifiche
| Classifica (2009/2010) | Posizione massima |
| ---------------------- | ----------------- |
| Canada                 | 42                |
| Grecia                 | 20                |
| Italia                 | 18                |
| Paesi Bassi            | 89                |
| Svezia                 | 38                |
| Svizzera               | 66                |
| Regno Unito            | 33                |
| Regno Unito (R&B)      | 4                 |
| Stati Uniti            | 2                 |
| Stati Uniti (R&B)      | 1                 |

### Classifiche di fine anno
| Classifica (2010) | Posizione |
| ----------------- | --------- |
| Stati Uniti       | 24        |